# 近鉄80000系電車
近鉄80000系電車（きんてつ80000けいでんしゃ）は、近畿日本鉄道（近鉄）が2020年（令和2年）3月14日より運行している標準軌線用の特急形電車である。愛称は「ひのとり」。

## 概要
2019年から2021年にかけて6両編成×8本、8両編成×3本の計72両が製造され、21000系「アーバンライナー(plus)」・21020系「アーバンライナーnext」の後継として名阪甲特急へ投入された。これに伴い21000系・21020系は名阪乙特急などに転用され、それまで名阪乙特急に使用されていた22000系「ACE」・22600系「Ace」などの汎用特急車両を阪伊乙特急や名伊乙特急など他の特急運用へ玉突き式に転用することで、塗装変更や喫煙室設置改造の対象外とされた汎用特急車両の12200系「新スナックカー」が置き換えられた。先進的でスピード感ある車体フォルム、深い艶感のあるメタリックレッドといった外観デザインに加え、ゆったりとした空間や上質なサービスを提供する気品ある車両のイメージを、翼を大きく広げて飛翔する「ひのとり」に重ね合わせて命名された。
60000系と70000系を飛ばした理由は、「6」が南大阪線系統、「7」がけいはんな線の番号となっているためである。
2020年10月1日、公益財団法人日本デザイン振興会「グッドデザイン賞」の2020年度ベスト100に選定された。2021年5月26日、鉄道友の会より「第64回ブルーリボン賞」を受賞した。

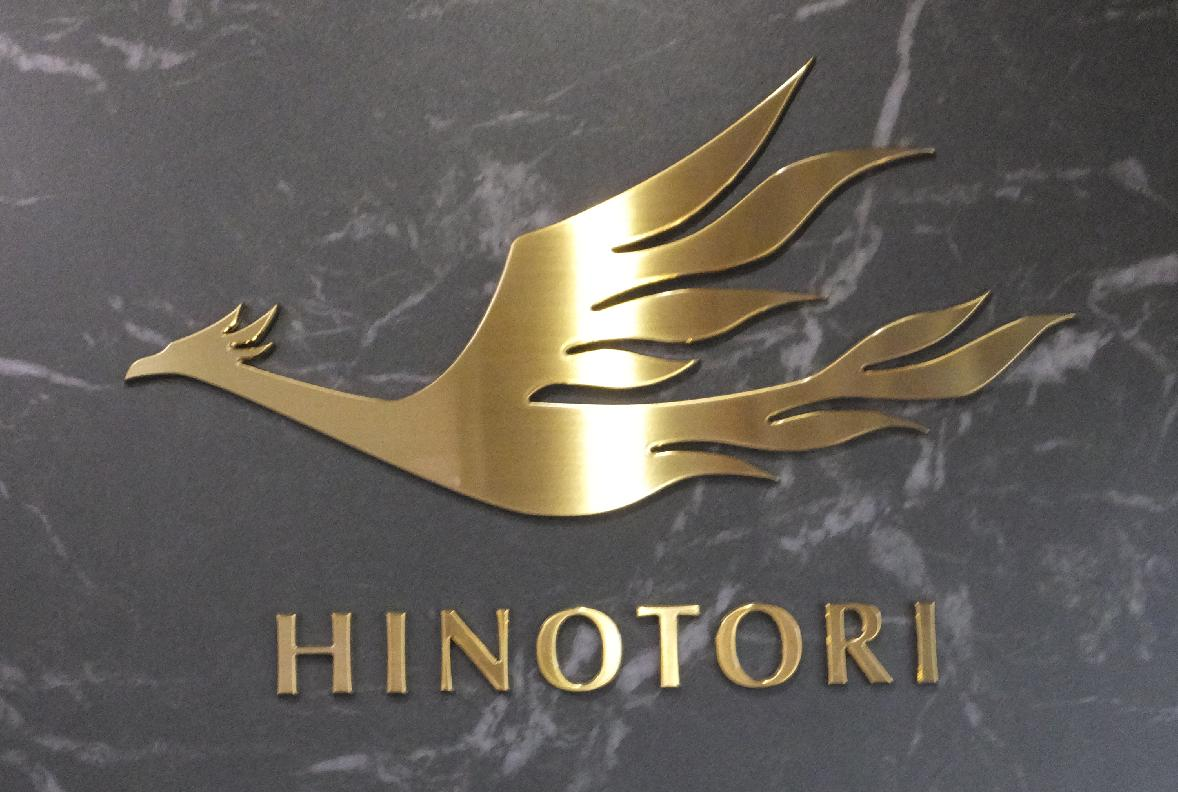
80000系電車エンブレム

### 電算記号
電算記号（編成記号）は「Hinotori」と「Vista car」に由来するHVである。ただし、「ビスタカー」は名乗っていない。

## 開発の経緯
近鉄特急の利用客が減少傾向にある中、その活性化と今後の近鉄特急車両のあり方を示すことを狙い、「お客さまに満足いただくためにはどれぐらいの座席空間が必要か」という輸送人員確保とは全く逆の発想を起点として、50000系「しまかぜ」が設計・開発された。社内誌「ひかり」1952年（昭和27年）1月号で「近鐵超特急」として発表されながら、採用が見送られ続けてきた先頭ハイデッカー構造を満を持して実現させた「しまかぜ」は、特別車両料金が必要にもかかわらず好評をもって迎えられ、予想以上の利用と乗客からの要望を受けて、1編成が追加増備された。その成果を踏まえ、「次世代特急プロジェクトチーム」が結成され、今後の名阪特急の位置付けを「大阪 - 名古屋間の長距離都市間輸送として、ビジネスのお客様とともに観光のお客様にも快適にご利用いただける特別な特急」として、乗車時間約2時間をリラックスしてくつろげる客室空間、ゆったりとした座り心地のよいシート、プライベート感の向上、プレミアム感の演出、ビジネス向けの各種設備の充実（Wi-Fi・大型テーブル・座席コンセント等） を実現することや、車内販売または自動販売機による飲食サービスの向上、インバウンドに対応した案内表示・放送、全列車への喫煙室設置による分煙の強化、特急券購入方法の容易化・多様化、利用しやすい列車ダイヤを目指す方針が固まった。また、名阪特急の乗客約2,500名の他、他の交通手段の利用者1,200名に対してもアンケートを実施した結果、「座席を倒すときに後部座席の乗客を気にする」という声が多かったことから、気兼ねなくリクライニングが可能なバックシェルシートの採用が決定した。
先頭ハイデッカー構造や本革を採用したプレミアムシートなど、「しまかぜ」の仕様を受け継ぎながら、「アーバンライナー」を踏襲した流線形固定編成・2クラス制の名阪甲特急用車両として設計・開発されたのが本系列である。投資額は72両で184億円、1両当たり2.5億円相当で、50000系「しまかぜ」の1両当たり2.8億円に近い水準であり、「アーバンライナーnext」の1両1.9億円を上回る。

## 編成
3M3T（電動車3両・付随車1両・制御車2両）の6両編成もしくは4M4T（電動車4両・付随車2両・制御車2両）の8両編成である。
- 6両編成（末尾01 - 04、11 - 14の編成）
  - 編成定員は239名（プレミアム車両 42名・レギュラー車両 197名）

| 項目＼運転区間 | ← 大阪難波近鉄名古屋・近鉄奈良 → | ← 大阪難波近鉄名古屋・近鉄奈良 → | ← 大阪難波近鉄名古屋・近鉄奈良 → | ← 大阪難波近鉄名古屋・近鉄奈良 → | ← 大阪難波近鉄名古屋・近鉄奈良 → | ← 大阪難波近鉄名古屋・近鉄奈良 → |
| 形式           | ク80100形 （Tc1）                | モ80200形 （M1）                 | サ80300形 （T1）                 | モ80400形 （M2）                 | モ80500形 （M3）                 | ク80600形 （Tc2）                |
| 号車           | 6                                | 5                                | 4                                | 3                                | 2                                | 1                                |
| 車両写真       |                                  |                                  |                                  |                                  |                                  |                                  |
| 搭載機器       | SIV,CP                           | VVVF ＞                          |                                  | ＞ VVVF                          | ＞ VVVF                          | SIV,CP                           |
| 座席種別       | プレミアム                       | レギュラー                       | レギュラー                       | レギュラー                       | レギュラー                       | プレミアム                       |
| 定員           | 21                               | 52                               | 41                               | 52                               | 52                               | 21                               |
| 車内設備       | カフェスポット 化粧室            | ベンチスペース                   | 化粧室                           | 喫煙室 自動販売機                | ベンチスペース                   | カフェスポット 化粧室            |

- 8両編成（末尾51 - 53の編成）
  - 編成定員は327名（プレミアム車両 42名・レギュラー車両 285名）

| 項目＼運転区間 | ← 大阪難波近鉄名古屋・近鉄奈良 → | ← 大阪難波近鉄名古屋・近鉄奈良 → | ← 大阪難波近鉄名古屋・近鉄奈良 → | ← 大阪難波近鉄名古屋・近鉄奈良 → | ← 大阪難波近鉄名古屋・近鉄奈良 → | ← 大阪難波近鉄名古屋・近鉄奈良 → | ← 大阪難波近鉄名古屋・近鉄奈良 → | ← 大阪難波近鉄名古屋・近鉄奈良 → |
| 形式           | ク80100形 （Tc1）                | モ80200形 （M1）                 | サ80300形 （T1）                 | モ80700形 （M4）                 | サ80800形 （T2）                 | モ80400形 （M2）                 | モ80500形 （M3）                 | ク80600形 （Tc2）                |
| 号車           | 8                                | 7                                | 6                                | 5                                | 4                                | 3                                | 2                                | 1                                |
| 車両写真       |                                  |                                  |                                  |                                  |                                  |                                  |                                  |                                  |
| 搭載機器       | SIV,CP                           | VVVF ＞                          |                                  | ＞ VVVF                          |                                  | ＞ VVVF                          | ＞ VVVF                          | SIV,CP                           |
| 座席種別       | プレミアム                       | レギュラー                       | レギュラー                       | レギュラー                       | レギュラー                       | レギュラー                       | レギュラー                       | プレミアム                       |
| 定員           | 21                               | 52                               | 41                               | 48                               | 40                               | 52                               | 52                               | 21                               |
| 車内設備       | カフェスポット 化粧室            | ベンチスペース                   | 化粧室                           | ベンチスペース                   | 化粧室                           | 喫煙室 自動販売機                | ベンチスペース                   | カフェスポット 化粧室            |

注釈
1. 1 2  車椅子対応席2人を含む。
2. 1 2  2024年3月1日から廃止。
3. 1 2  モ80700形およびサ80800形は8両編成のみ連結。

備考
- VVVF：制御装置（VVVFインバータ）
- SIV：補助電源装置（静止形インバータ）
- CP：電動空気圧縮機
- ＞：集電装置（シングルアームパンタグラフ）
  - 電動車にはパンタグラフがそれぞれ1基設けられている[14]。

8両編成は検査の都合上、4両単位で分割できるように、中間部（モ80700形とサ80800形の連結部）に簡易運転台を備え、構内入替えが可能な構成とした。また、8両固定編成は近鉄では初となる。

## 車体・外観
車体は普通鋼を採用している。先頭車はパンタグラフ部分の車両限界を利用したハイデッカー構造、中間車は平床構造となっている。
先頭部はクラッシャブルゾーンを設置し、衝突事故時に乗員・乗客に伝わる衝撃を低減させている。
外装は、メタリックレッド■の3層塗装にクリア塗装を重ねた5層塗装で、プレミアムゴールド■の帯とロゴマークを配する。窓は紫外線・赤外線カットガラスを採用した大型とし、窓回りはアーバンライナーのオリジナル車を思わせるデザインの半透明ブラック塗装、妻面はピアノブラック仕上げとしている。先頭形状は名阪特急にふさわしい風格とスピード感を醸し出す流線形で、前面の大きな一枚窓や、上下2段×20個が直線的に配置されたLED前照灯が特徴的である。前面窓とその周辺や、前照灯には日本板硝子製ガラスが使用されている。連結器は23000系「伊勢志摩ライナー」と同様に格納式とされている。エクステリアデザインはGKインダストリアルデザイン、ロゴマークはGKグラフィックスが担当した。
22000系「ACE」以降の新製特急車両は乗降扉をプラグドアとしてきた（それ以前は折り戸）が、本系列では引き戸を採用し、ホームドアへの対応を念頭に通勤車両と位置を合わせた。デッキの位置はク80600形を除いて名古屋寄り（名阪特急運用時）に統一されている。すべての扉がバリアフリー対応で有効幅は900mm、ドアエンジンは空気式を採用している。

## 車内設備

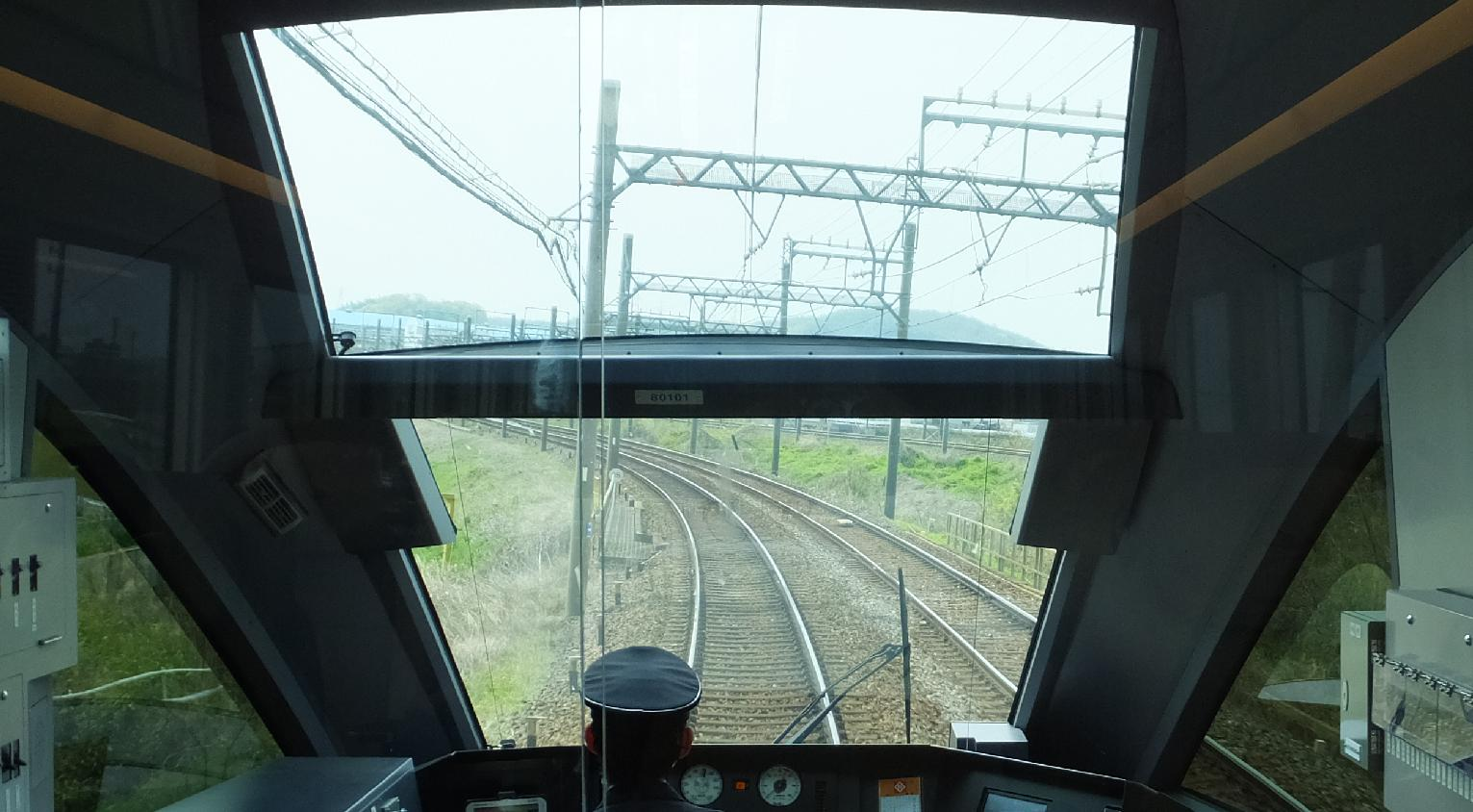
前面展望
（近鉄長島-桑名間）

「くつろぎのアップグレード」をコンセプトとし、シートを最大までリクライニングさせた範囲まで覆う「バックシェル」を全席に採用することで、リクライニングに起因するストレスを解消している。また、大型テーブルや荷物フック、カップホルダーの設置や全席コンセント完備とするなど、主に座席周りの快適性を向上させている。
座席は全席禁煙としているが、喫煙室を設けている（後述）（2024年3月1日に廃止）。ガラス製の荷棚や仕切扉を採用し、開放感あるデザインとするとともに荷物忘れ防止につなげている。また全車空気清浄機を備える。デッキは大理石調のデザインで、芳香器を備える。デッキと客室間の貫通引き戸は光電センサ検知式の電動自動扉を採用している。インテリアデザインはGKインダストリアルデザインが担当した。

### 客室
プレミアム車両
両側の先頭車両はプレミアム車両で、ハイデッカー構造（平床部より720mmかさ上げ）となっている。また、横揺れを低減する電動式フルアクティブサスペンションが設置されている（後述）。
本革を使用した電動リクライニングシートが2＋1列で並び、シートピッチは鉄道車両としては国内最大級の1,300mmで、グランクラスや国内線旅客機のファーストクラス同等となっている。高さ・角度調整機能付きの大型ヘッドレストや、電動レッグレスト・シートヒーター・読書灯を備える。座席リクライニング操作は全てリモコンで行うことができ、さらにリクライニング、ヘッドレスト、レッグレストをそれぞれ単独で操作することができる。ただし座席を向かい合わせにした場合、レッグレストが干渉する。電動フリーストップ式のロールカーテンおよび手動開閉式のスポット空調を備える。
内装はベージュとダークウッドを基調とし、チェック柄のレッドカーペット敷きとなっている。天井のLED間接照明はフルカラー調色が可能となっており、名阪特急運用時の終着駅到着前には青色で点灯する。
レギュラー車両
中間車両はレギュラー車両で、高さ調整機能付きのフットレストを備えたリクライニングシートが2＋2列で配置される。シートピッチは1,160mmで、JR各社の新幹線・在来線特急列車のグリーン車と同等である。座席リクライニング・ロールカーテン共に手動式で、グレー・ナチュラルウッド・グレーウッドを基調とした内装となっている。サ80300に車椅子対応座席を1席と車椅子のままで利用できるスペースを1箇所設置する。

### 各種設備
サニタリー
編成中2両に1箇所の割合でトイレ・洗面所を設置している。
ク80100形（6両編成の6号車、8両編成は8号車）、ク80600形（1号車）、サ80800形（8両編成のみ、4号車）には、男女共用および女性専用の温水洗浄便座付き洋式便器が各1個室と男子小便器1個室の3個室構成となっている。すべてのトイレに手すりがあり、手洗器とベビーチェアも備えられている。洋式トイレ内には芳香・消臭器を設置。
別途、洗面所が1箇所ずつ設けられている。洗面台は水石けん・自動水栓・温風乾燥の機能を持つユニットを採用している。女性社員のアイデアを取り入れ、通路から鏡に映る姿が見えない配置としている。
また、サ80300形（6両編成の4号車、8両編成は6号車）に車椅子とオストメイトに対応した多目的トイレが設置されており、通常のトイレ同様に温水洗浄便座を設置。他にはオストメイトのパウチ洗浄用水栓、ベビーチェア、おむつ交換台、着替え台が装備されている。別途、男子小便所と洗面台を設置している。

#### ロッカー・荷物置きスペース
インバウンド対応設備として、ク80100形、モ80200形、モ80400形、モ80500形、ク80600形に無料の大型荷物用ロッカーが設置されている（6・8両編成とも同数）。1箇所当たりのロッカー数は6つで、うち4つは手持ちの交通系ICカードを鍵代わりに使用することができる。また、サ80300形、モ80700形、サ80800形には大型の荷物置きスペースが設けられている。ロッカーと荷物置きスペースを合わせて6両編成で36個、8両編成で52個のスーツケースを収納できる。

#### サービス設備
カフェスポット
両先頭車（プレミアム車両）のデッキ部に設置されている。挽きたてのホットコーヒーや紅茶・ココア・スープ、お菓子（栄養補助食品）、「ひのとり」グッズなどを自動販売機で購入可能。「ひのとり」デザインの紙コップ、千円札専用の両替機（自動販売機が硬貨専用のため）を備える。従来のワゴンによる車内販売に代わるもので、レギュラー車両の乗客も利用できる。
自動販売機
モ80400形（3号車）に設置されている。紙幣は千円札のみ使用可能。ダイドードリンコのSmile STANDに対応しており、アプリを用意しておけば各種ポイントサービスのポイントが貯まる。
ベンチスペース
モ80200形、モ80500形、モ80700形（2号車、5号車、8両編成の場合は加えて7号車）のデッキ部にベンチスペースを備える。大型の窓が設置されており、携帯電話での通話や気分転換など多目的な利用が可能である。
喫煙室
モ80400形（3号車）の名古屋寄りに喫煙室を設けている。出入口は手動式の引戸で、扉が開いてもタバコの煙やニオイが客室に漏れないように、換気装置・空調装置の送風量のバランスを考慮している。また、地下区間では使用できないよう、扉を電気錠にて閉鎖可能とした。なお、2024年3月1日から喫煙室が廃止となったため、現在は立ち入りできなくなっている。
無料Wi-Fiサービス
全車両において無料Wi-Fiの利用が可能。利用にはあらかじめ主要なSNSアカウントあるいは任意のE-Mailアドレスの登録が必要である。なお、トンネル内や山間部など一部利用できない区間がある。

#### その他設備
防犯対策
客室・デッキ・大型荷物置き場には防犯カメラを設置している。
点字案内
各座席肩部分の手すりに、座席番号を点字で掲示している。
AED設備
サ80300形（6両編成の4号車、8両編成の場合は6号車）の多目的トイレ脇にAED装置を設置している。

## 運転台

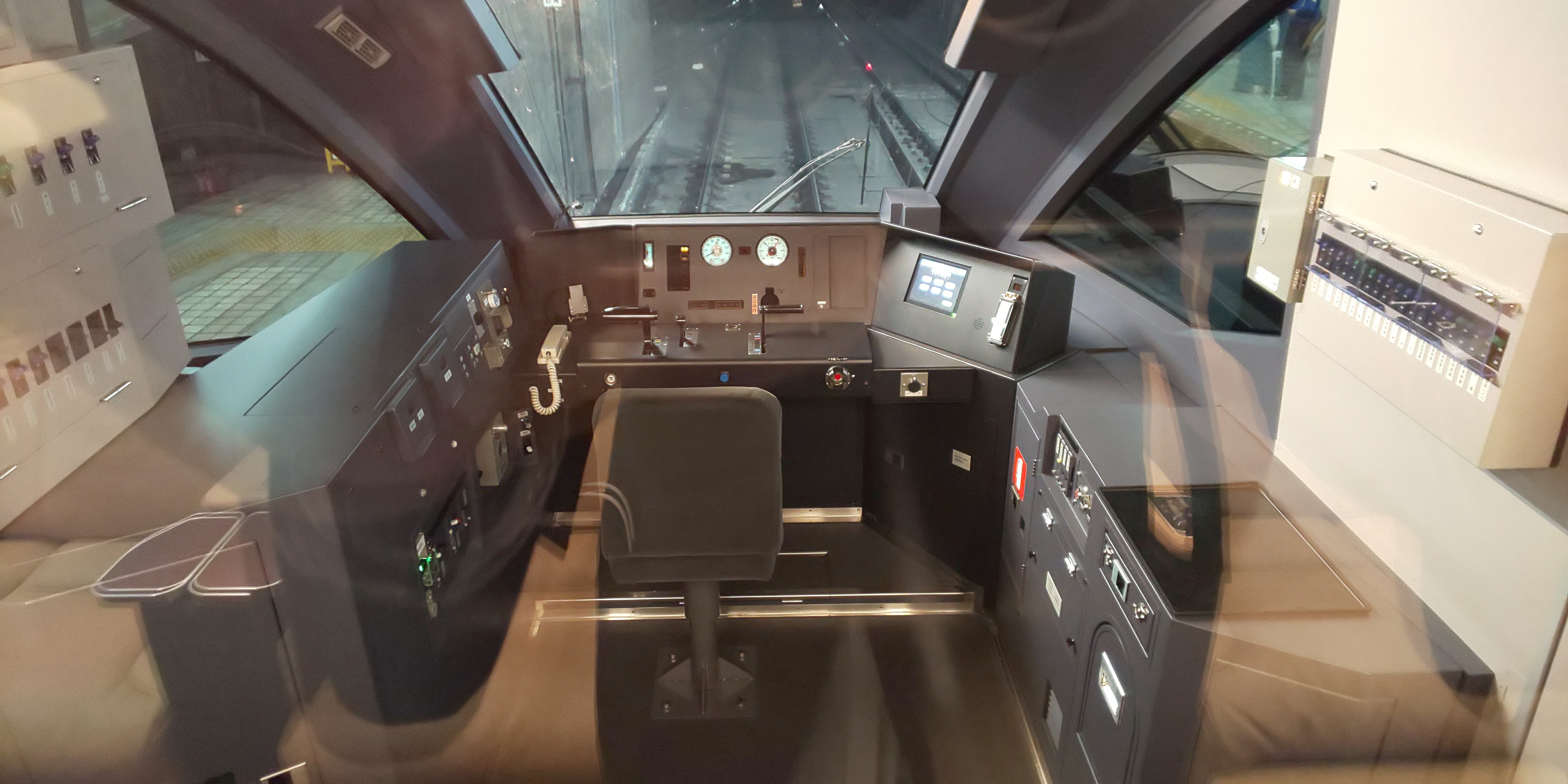
近鉄80000系電車の運転席

両先頭車の運転室は全室非貫通構造となっている。
運転台の主幹制御器は横軸ツーハンドル式で、マスコンは力行3ノッチ、前に倒す抑速が「保ち」と「進め」の2ノッチ、ブレーキは常用7ノッチ、逆転ハンドルは前進が低速と高速の2段に後進となる。速度計は針式である。運転台右側にはモニタ装置の画面を組み込んでいる。
光線避けは電動カーテン式、ワイパーは電動式ウインドウウォッシャー付である。
なお、8両編成のみに設置される簡易運転台についても、乗務員扉を備えた独立した運転室となっている。

## 搭載機器

### 主回路装置
制御装置および主電動機は三菱電機と日立製作所の2社が製造し、編成により三菱製主制御装置と主電動機の組合せ（末尾01- および51- の編成）、日立製主制御装置と主電動機の組合せ（末尾11- の編成）となっている。

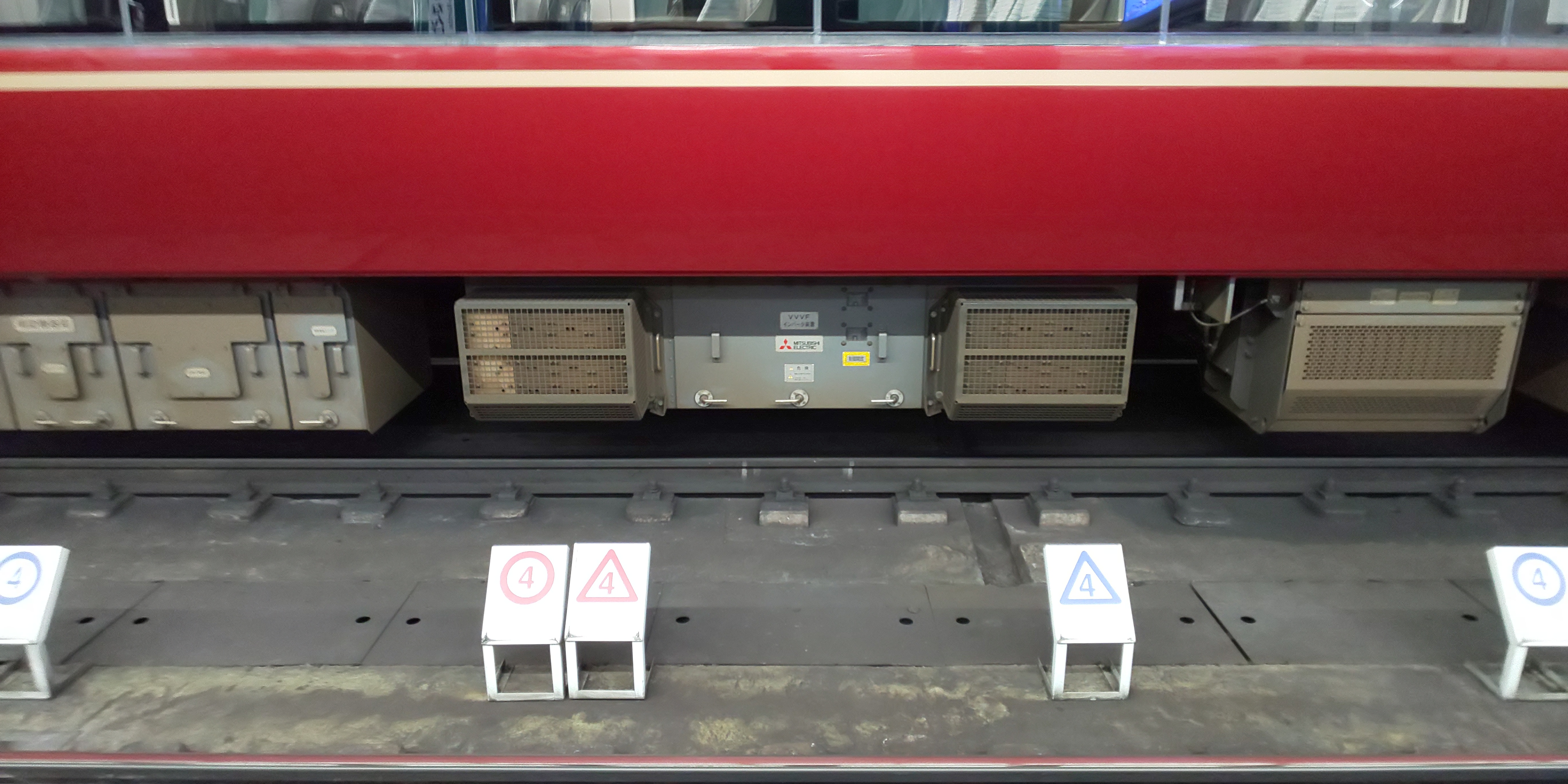
近鉄80000系電車の三菱製のVVVFインバータ機器

#### 制御装置
近鉄では初めて、Si-IGBT素子とSiC-SBD素子を組合わせた低損失のハイブリッドSiC素子を適用した電圧形PWM2レベルVVVFインバータ制御で、三菱電機製（型式 MAP-234-15VD327）もしくは日立製作所製（型式 VFI-HD2420G）のインバータ装置を搭載する。
1C2M2群一体箱構成となっている。運転席からの操作で開放機能を備え、故障時に1群を開放しても名阪間の片道を通常走行可能な性能としている。また、断流器は電磁式単位スイッチを採用し、エアレス化している。

#### 主電動機
両メーカーとも近鉄初の全閉自冷式かご形三相誘導電動機となる、三菱製 MB-5183-Aもしくは日立製 HS34531-13RBを各電動車に4台装備する。
PGセンサレス構造とすることで、部品点数の削減を行ったほか、小径軸受および中間給油のためのグリスポケットの採用でメンテナンス性を向上、低損失化を図るとともに主電動機内部への塵埃侵入を防ぐことで清掃作業を不要にした。
車両との接続をこれまでの接続箱方式からコネクタ方式に変更し、脱着作業の軽減を図った。
なお、三菱製と日立製では定格出力が異なるが、性能特性は両者で揃えられており、運転面での違いは生じない。

### 台車
近畿車輛製ボルスタレス台車で、形式は電動車がKD-323、制御車・付随車はKD-323A。「しまかぜ」50000系（形式KD-320、KD-320A）の台車をベースに車両床面高さを10mm下げるために設計を見直した。
乗り心地向上のため、ヨーダンパ・軸ダンパ・左右動ダンパ・アンチローリング機構を取り付けている。

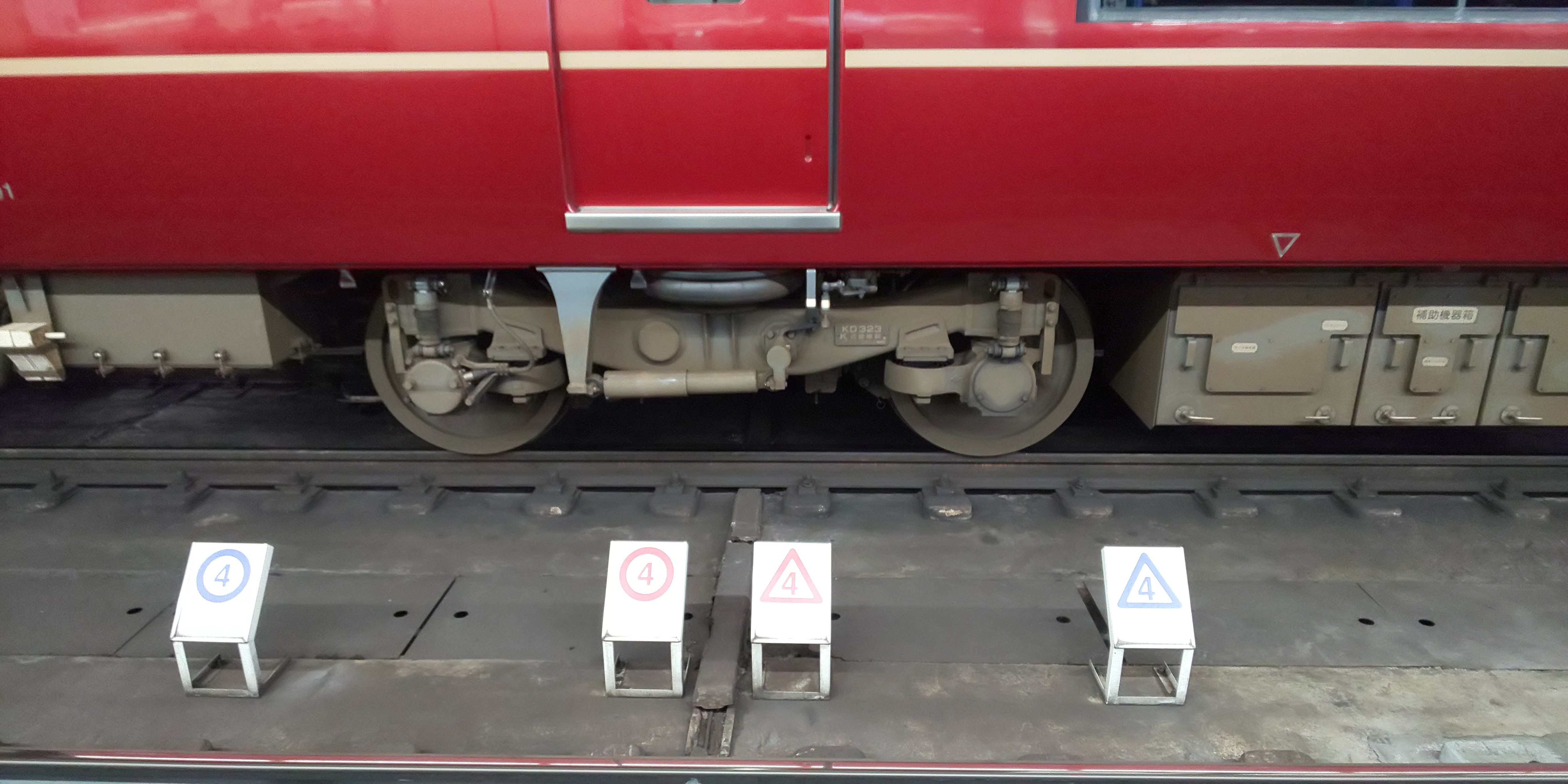
近鉄80000系電車の台車

基礎ブレーキ装置は、全車踏面片押し式のユニットブレーキである。
プレミアム車両については、フルアクティブサスペンションを導入。応答性が高く、横揺れ低減効果の高い電動式を採用し、さらなる乗り心地の向上を図った。装置は、加速度センサにより検知した車体振動から必要な制御量を制御器で演算し、台車枠と牽引梁の間に設けた電気式アクチュエータに伝達、制御することで左右方向の振動を打ち消す。
また、最適な制御量は線路の状態で変化するため、演算時に複数の制御プログラムを使い分ける切り替え制御を採用している。

### 駆動装置
WN駆動方式を採用し、歯車比は84:17＝4.94。ギヤカップリングは低騒音型を採用した。

### 補機

#### 補助電源装置
三菱電機製静止形インバータ（SIV）NC-GAT190A形を両先頭車に搭載。6両編成・8両編成とも共通である。
主回路素子にハイブリッドSiCを採用した3レベルインバータとして小型軽量化・高効率化・低騒音化を実現。待機二重系方式でインバータ部と制御部を2台搭載し、通常は片側のみ運転し故障時には切り替える方式として冗長性を確保している。また、蓄電池を両先頭車に搭載する。

#### 空気圧縮機
三菱電機製スクロール式電動空気圧縮装置のMBU1600Y-8を両先頭車に搭載、装置内に圧縮ユニットを3台搭載し、圧縮ユニットの順次起動により起動電流の低減、冗長性の向上、低騒音・低振動に加え、床面が高いハイデッカー車に搭載することにより車内環境の向上を図っている。

### 制動装置
電気指令式であるKEBS-21を採用し、停止・抑速回生・発電制動、制御圧切り替え装置、滑走防止装置、保安ブレーキを備える。また純電気ブレーキを採用し、各軸滑走防止制御機能を装備してブレーキ距離の短縮を図っている。
抑速回生制動にはブレーキチョッパ方式を採用し、架線状態に応じて回生と発電ブレーキを組み合わせ、回生電力の有効活用と保安度向上を両立する。このため、発電ブレーキ用の抵抗器を床下に装備する。
また、緊急連結時にも運転台からの総括制御を可能にするため、空気と電気のブレーキ指令を相互に読み替えるためのブレーキ読替え装置を両先頭車に搭載する。

### 空調装置
両先頭車（プレミアム車両）は、客室・出入り台用として能力18.6kW（16,000kcal/h）のセパレート型空調装置を2台（形式：CU7041A）を床中に搭載する。構造上、天井ダクトが不可能なため間柱をダクトとして利用する。
運転席には客室用とは別に、9.3kW（8,000kcal）のセパレート型空調装置（形式：CU208SA）を搭載する。
中間車（レギュラー車両）は、客室・出入り台用として能力19.7kW（17,000kcal/h）のユニット型空調装置（形式：CU7041A）を屋根上に2台搭載する。屋根上には近鉄特急用の車両としては12600系以来の採用となるロスナイ（熱交換型換気装置）を挟んで2基搭載し、キセの色は黒としている。
プレミアム・レギュラー車両用とも、室内ファンはオールシーズン使用するため3段階の能力切り替えを行う。
暖房は電気式ヒーターを冷房装置内に各1台装備するほか、座席・ベンチ下、壁中にヒータを設置。出入り台にはシーズ式の温風暖房機を設置した。
換気装置は熱交換型装置のほか、各車に換気扇を搭載する。一部は架線停電時も運転し、必要な換気量を確保する。空気清浄機はすべての客室に設置している。

### 案内装置

#### 放送装置
乗務員室に制御増幅器、各車に出力増幅器を備えた分散式で、マイクは乗務員室の左右に設置する。また、自動放送装置が搭載されており、日英中韓の4か国語に対応する。また、乗務員間の連絡通話方式はDC100V電源による送受話器相互通話方式である。

#### 行先表示装置

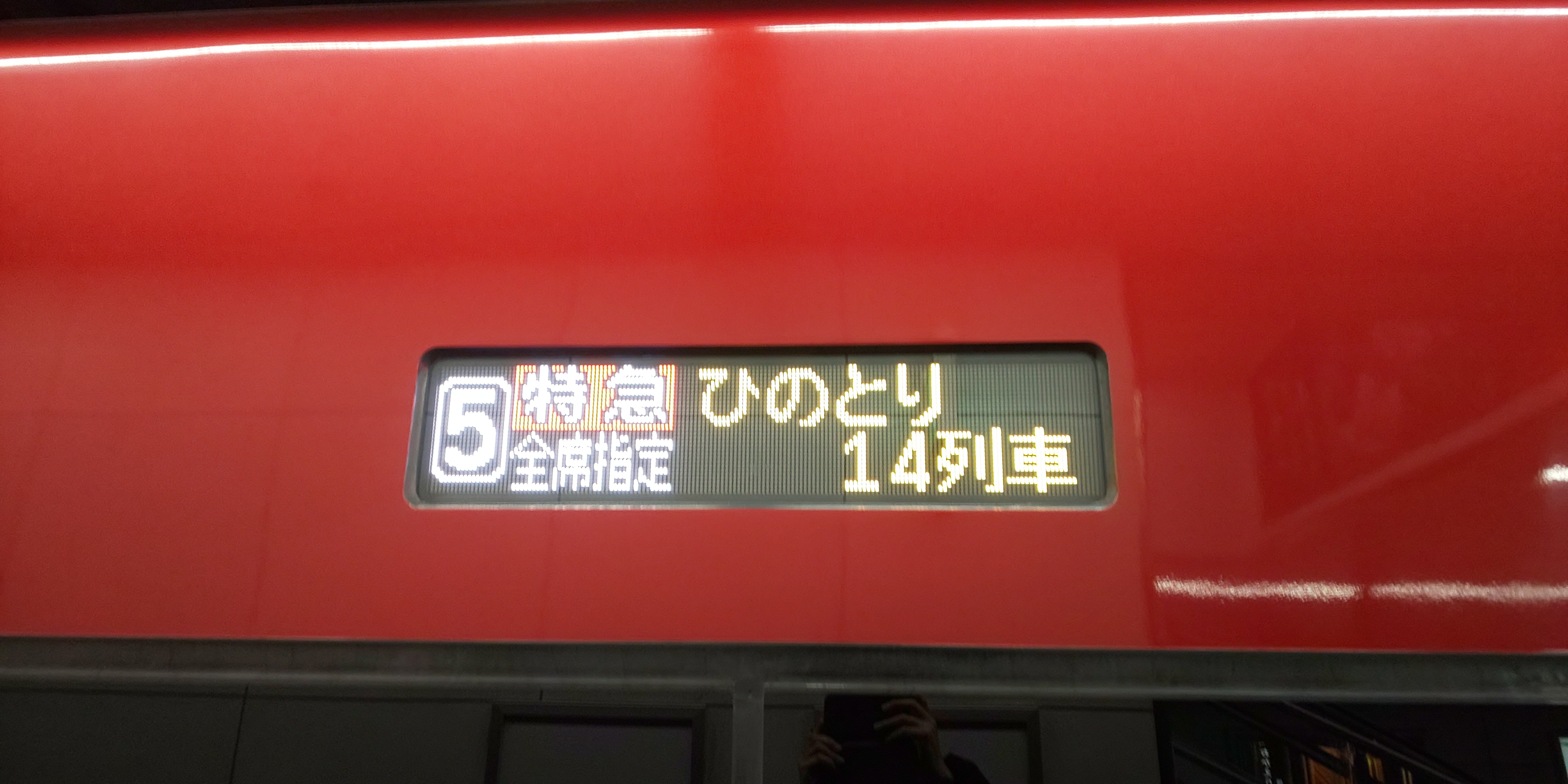
行先表示装置

フルカラーLEDによる号車・ 行先表示器を設置。従来の行先表示に加え、切り替え表示で列車名称などを表示する機能をもたせている。

#### 車内案内表示装置
各車の貫通扉上部にレギュラー車両は21.5インチ、プレミアム車両は17.5インチのLCD式表示装置を2台設置。インバウンド対応として日・英・中（繁体字・簡体字）・韓の4か国語での車内表示、接続駅乗り換え案内・自社線、他社線の運行情報、ニュースや天気予報などのオンライン情報などを表示する。また、駅到着時は、開閉するドアの方向ならびに駅内の階段やエレベータ・エスカレータの位置を表示する。
また、車内号車表示機には車内巡回中の車掌に車内通報発生号車や運転士の呼び出しを知らせる機能を導入した。

#### モニタ装置
乗務員室に制御装置とタッチパネル式情報表示機を備え、乗務員支援・メンテナンス支援・サービス機器制御の3つの機能を載せている。
オンライン装置では、座席発券情報、ニュース配信、列車遅延情報の3つのサーバーにアクセスするため、LTE回線を使用している。プレミアム車両の照明や喫煙室の電子錠もモニタ装置の運行情報で設定することで、柔軟な対応が可能である。

### その他機器

#### 集電装置

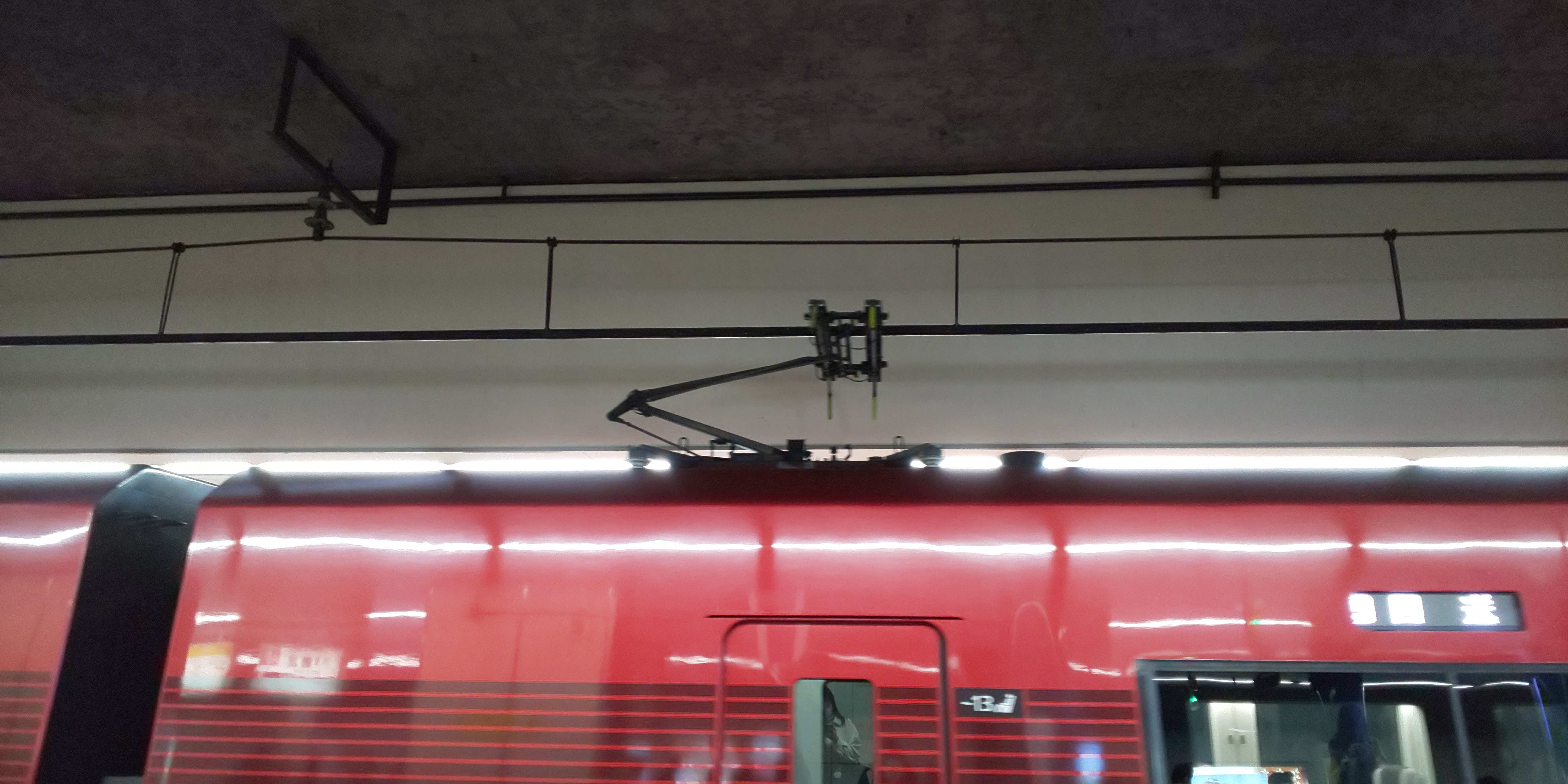
近鉄80000系電車のパンタグラフ

東洋電機製造製のシングルアーム式集電装置PT-7126AをM車に各1台ずつ搭載。高速運転時に追随性が良い三元バネ式とした。
6両編成はM車3台のパンタグラフを、8両編成はモ80200形とモ80700形、モ80400形とモ80500形の間にてそれぞれ2台のパンタグラフの母線を引き通している。
なお、従来は避雷器を床下に装備していたが、本系列では三菱電機製の一般的な避雷器を集電装置脇に搭載する形に変更されている。

#### 保安装置
ATS・列車無線・防護無線・列車種別選別装置などを装備し、ATSにはトランスポンダ機能を付加し、運転士異常時列車停止機能および運転状況記録装置を内蔵する。
列車無線アンテナは両先頭車の連結面屋根端に、一般とは逆向きに取り付けられている。

#### 連結器
両先頭車の連結器は密着式で、通常は引き込んだ状態とし、緊急時に乗務員室内のコック操作により連結器が押し出される。また、回送運転台がある8両編成のモ80700形とサ80800形の車両間は密着式、その他の連結部は半永久式としている。
緩衝器は2組の緩衝ゴムの中間に伴板を入れた初圧ゼロタイプの連結緩衝器を採用し、スムーズな乗り心地を実現する。

## 料金制度
乗車には、特急料金のほかに、ひのとり特別車両料金が必要である。プレミアム車両はしまかぜ（50000系）と、レギュラー車両はデラックスカー（2＋1列配置・シートピッチ1050mm）と比較して安価に抑えられている。

## 運用

### 定期運用
定期運用では大阪難波駅 - 近鉄名古屋駅間の名阪甲特急と、大阪難波駅 - 近鉄奈良駅間の阪奈特急で運用されている。2020年度中に全11編成を導入して名阪甲特急を全て本形式で運行し、21000系「アーバンライナーplus」と21020系「アーバンライナーnext」は大阪難波・近鉄名古屋駅毎時30分発の名阪乙特急を中心とした運用となった。
本形式は2020年3月14日のダイヤ変更で営業運転を開始したのを皮切りに、4回に分けて投入された。
2020年6月13日から1日あたり運行開始当初の6往復から平日10往復、土休日11往復に増発された。また、新型コロナウイルス感染症の影響で5月30日から運休している土休日の名阪甲特急3往復も運転再開し、阪奈特急についても、6月15日以降平日2往復、土休日1往復にした。
2020年11月21日から8両編成（末尾50番台）を2編成投入し、「ひのとり」を平日1日14往復、土休日1日15往復に増発した。そして、大阪難波・近鉄名古屋を毎時30分に発車する名阪乙特急（1日17往復）のうち、「アーバンライナーplus・next」で運転される列車は平日12往復、土休日8往復から平日16往復、土休日14往復に増発された。置き換わる列車は名阪甲特急の平日、大阪難波発9・11・15・21時、近鉄名古屋発8・12・16・21時、土休日の大阪難波発7・13・17・18時、近鉄名古屋発8・10・13・20時発の列車である。また、大阪難波 - 近鉄奈良間を走る阪奈特急のうち「ひのとり」を使用する列車も11月21日から平日4往復に増発（土休日は従前と同じ1往復）し、「アーバンライナーplus・next」で運転している列車を置き換える。置き換わる列車は大阪難波発18時40分・23時20分、近鉄奈良発8時7分・19時44分の列車である。
2021年2月13日より毎時0分発及び土・休日の停車駅の少ない名阪甲特急が全て「ひのとり」での運行になった。それに伴い、毎時30分発及び主要駅に停車する名阪乙特急は全て「アーバンライナーplus・next」での運行となった。これにより、汎用特急による名阪乙特急の運用を終了し、近鉄12200系は定期運用を終了した。
2022年4月現在、配置される車両基地は大阪側の高安検車区（末尾01 - 04および11、14の編成。6両6本合計36両）と名古屋側の富吉検車区（末尾12 - 13と51 - 53の編成。6両2本および8両3本合計36両）となっている。

#### 運用の変遷表
前ダイヤ変更より変更のあった箇所を太字で示す。
|                          |        |      | 名阪甲 | 名阪乙 | 阪伊甲 | 阪伊乙 | 名伊甲 | 名伊乙 | 京伊 | 京橿 | 京奈 | 阪奈 |
| ------------------------ | ------ | ---- | ------ | ------ | ------ | ------ | ------ | ------ | ---- | ---- | ---- | ---- |
| 2020年3月14日ダイヤ変更  | 平日   | 下り | 6      |        |        |        |        |        |      |      |      | 1    |
| 2020年3月14日ダイヤ変更  | 平日   | 上り | 6      |        |        |        |        |        |      |      |      | 1    |
| 2020年3月14日ダイヤ変更  | 土休日 | 下り | 6      |        |        |        |        |        |      |      |      | 1    |
| 2020年3月14日ダイヤ変更  | 土休日 | 上り | 6      |        |        |        |        |        |      |      |      | 1    |
| 2020年6月13日以降        | 平日   | 下り | 10     |        |        |        |        |        |      |      |      | 2    |
| 2020年6月13日以降        | 平日   | 上り | 10     |        |        |        |        |        |      |      |      | 2    |
| 2020年6月13日以降        | 土休日 | 下り | 11     |        |        |        |        |        |      |      |      | 1    |
| 2020年6月13日以降        | 土休日 | 上り | 11     |        |        |        |        |        |      |      |      | 1    |
| 2020年11月21日以降       | 平日   | 下り | 14     |        |        |        |        |        |      |      |      | 4    |
| 2020年11月21日以降       | 平日   | 上り | 14     |        |        |        |        |        |      |      |      | 4    |
| 2020年11月21日以降       | 土休日 | 下り | 15     |        |        |        |        |        |      |      |      | 1    |
| 2020年11月21日以降       | 土休日 | 上り | 15     |        |        |        |        |        |      |      |      | 1    |
| 2022年12月17日ダイヤ変更 | 平日   | 下り | 15     |        |        |        |        |        |      |      |      | 7    |
| 2022年12月17日ダイヤ変更 | 平日   | 上り | 15     |        |        |        |        |        |      |      |      | 3    |
| 2022年12月17日ダイヤ変更 | 土休日 | 下り | 19     |        |        |        |        |        |      |      |      | 4    |
| 2022年12月17日ダイヤ変更 | 土休日 | 上り | 19     |        |        |        |        |        |      |      |      | 2    |
| 2024年3月16日ダイヤ変更  | 平日   | 下り | 15     |        |        |        |        |        |      |      |      | 7    |
| 2024年3月16日ダイヤ変更  | 平日   | 上り | 15     |        |        |        |        |        |      |      |      | 3    |
| 2024年3月16日ダイヤ変更  | 土休日 | 下り | 19     |        |        |        |        |        |      |      |      | 4    |
| 2024年3月16日ダイヤ変更  | 土休日 | 上り | 19     |        |        |        |        |        |      |      |      | 2    |

### 臨時列車等
名阪特急に汎用車以外の新車が投入されるのは18年ぶりで、営業運転開始前には数多くのイベントが行われた。2020年2月8日には有料試乗会、2月15日には五位堂検修車庫でお披露目会、2月16日には青山町車庫で有料撮影会がそれぞれ開催された。2月22日から3月1日にかけて予定されていた無料試乗会は、新型コロナウイルス感染症の拡大を受けて延期発表ののち、中止された。
また、2021年8月20・27日と9月10日に近鉄名古屋駅 - 賢島駅間、8月23・24・25日に大阪上本町駅 - 賢島駅間において「『ひのとり』志摩線入線記念ツアー」の臨時列車として、通常は運行しない山田線・鳥羽線・志摩線への乗り入れを実施する予定だったが、新型コロナウイルス感染症の拡大を受けて中止された。
その後、2022年1月1日の終夜運転で、大阪難波駅・大阪上本町駅・近鉄名古屋駅 - 宇治山田駅・五十鈴川駅（大阪・名古屋行きのみ五十鈴川発）の臨時特急として、山田線・鳥羽線への入線を果たした。同年4月29日 - 5月8日の土休日ダイヤでは、大阪難波駅 - 宇治山田駅と近鉄名古屋駅 - 鳥羽駅間の臨時特急として運転された。2022年夏も伊勢志摩方面への臨時特急として運転された。
また2023年及び2024年1月1日にもひのとりによる終夜運転は実施された。運用区間は変わらず大阪難波駅・大阪上本町駅・近鉄名古屋駅 - 宇治山田駅・五十鈴川駅間(終夜運転とは別に日中に臨時特急として設定された一部当該列車では鳥羽駅まで延長)で運転され、2025年1月1日も同区間のひのとりによる臨時終夜運転が実施される予定。